# Eta Serpentis
Désignations
Eta Serpentis (η Ser / η Serpentis) est une étoile géante de la constellation du Serpent. Elle porte le nom traditionnel rarement utilisé Tang (Mandarin 唐朝 - Táng Cháo), d'après la dynastie impériale Tang[réf. nécessaire].
Eta Serpentis est une géante orange de type K avec une magnitude apparente de +3,23. Elle est distante d'environ 61,8 années-lumière de la Terre.
Elle possède une compagne optique de 12e magnitude, désignée Eta Serpentis B. En date de 2010, elle était distante de 4,2 minutes d'arc d'Eta Serpentis et les deux étoiles se sont éloignées l'une de l'autre de plus de deux minutes d'arc depuis le premier enregistrement de leur position en 1835.